# NGC 7351
NGC 7351 ist eine linsenförmige Zwerggalaxie vom Hubble-Typ SAB0 im Sternbild Aquarius auf der Ekliptik. Sie ist schätzungsweise 45 Millionen Lichtjahre von der Milchstraße entfernt und hat einen Durchmesser von etwa 20.000 Lichtjahren.
Im selben Himmelsareal befindet sich u. a. die Galaxie NGC 7344.
Das Objekt wurde am 3. Oktober 1878 von Édouard Stephan entdeckt.